# Witold Lwowitsch Schmulian
Witold Lwowitsch Schmulian (russisch Витольд Львович Шмульян, in anderer Transliteration auch Šmulian; * 29. August 1914 in Cherson; † 27. August 1944 in Praga (Warschau)) war ein russischer Mathematiker.
Schmulian erzielte 1936 seinen ersten Abschluss in Mathematik an der staatlichen Universität von Odessa und setzte seine Studien bei Mark Grigorjewitsch Krein fort, der sein Interesse für Funktionalanalysis, insbesondere für die Geometrie in Banachräumen, weckte. In der Zeit von 1937 bis 1941 veröffentlichte er 20 Arbeiten.
Schmulian trat dann in den Militärdienst, setzte aber seine Forschungen, soweit dies möglich war, fort und teilte seine Ergebnisse und Artikel in Briefen an das Steklow-Institut mit. Der Druck seiner letzten Arbeit wurde durch Andrei Nikolajewitsch Kolmogorow vorbereitet, als Schmulian bereits nicht mehr lebte. Schmulian fiel 1944, wenige Tage vor seinem dreißigsten Geburtstag, in Praga, wo er begraben wurde.
Der Satz von Eberlein–Šmulian und der Satz von Krein-Šmulian sind mit seinem Namen verbunden.